# David Bellini
David Bellini (Grosseto, 7 novembre 1972 – 20 ottobre 2016) è stato uno sceneggiatore, regista, autore televisivo e documentarista italiano.

## Biografia
David Bellini nasce in Maremma da padre operaio e madre parrucchiera. Nel '97 si laurea in Scienze Politiche a Siena, ma negli anni di studio universitario non si limita a prepararsi agli esami: fonda l'Associazione culturale Articolo 21, collabora ad alcuni quotidiani locali (Il Tirreno, La Gazzetta di Siena) e frequenta un corso di scrittura creativa tenuto da Vincenzo Cerami nella città di Lucca.
La prima occasione, per Bellini, arriva subito. Nel '98, infatti, viene chiamato dalla Thunderfilm per scrivere la sua prima sceneggiatura, intitolata San Donnino San Pechino, insieme al comico Andrea Muzzi e allo sceneggiatore Massimo Sgorbani. Sempre in collaborazione con Muzzi e Sgorbani, realizza la striscia comica Attacchi di panico, che riceve tre nomination al Merano Tv Festival 2000.
Proprio nel 2000 si trasferisce a Roma ed intraprende l'attività di editor per la società Geca Italia, prima di diventare assistente editor di Paola Pascolini per la fortunata serie tv Un medico in famiglia 3. Di Un medico in famiglia 3 è anche sceneggiatore degli ultimi due episodi. Questa esperienza gli apre magicamente le porte dello spettacolo.
Negli anni a seguire, infatti, l'attività di Bellini non subisce soste e l'autore toscano si dedica parallelamente al mestiere di sceneggiatore e a quello di documentarista. Scrive episodi per Un medico in famiglia 4, Un medico in famiglia 5, Un medico in famiglia 6, I Cesaroni e Sottocasa e realizza documentari e docufiction quali Rudy, la vera storia di Rodolfo Valentino, Passaggi segreti ed In Crociera!. La serie di documentari Passaggi segreti, peraltro, riceve il Premio Marcopolo 2004.
La sua infinita curiosità lo porta ben presto ad interessarsi anche di format e nel 2005 comincia a lavorare come autore televisivo. Firma per Raiuno la prima e la seconda edizione del programma pomeridiano Festa italiana, ma anche seconde serate come Notte d'amore e Se rinasco... canto per Rai 2. Dal settembre 2007 viene scelto come nuovo autore di Tetris, surreality su politica e attualità condotto da Luca Telese, prodotto dalla Wilder e trasmesso da LA7. Ne cura due edizioni, che riscuotono ottimi ascolti, dopo di che torna a lavorare su documentari, docufiction e fiction.
Crea L'Isola del gusto, una kitchen comedy in salsa siciliana, per il canale Alice. Con Favole in verde realizza una deliziosa serie di 30 episodi sui giardini privati più suggestivi d'Italia per il canale Leonardo. Tra i protagonisti di puntata, il geniale sceneggiatore Tonino Guerra e il pittore Antonio Saliola. Siamo nel 2010 quando con Tra cielo e terra, serie di 16 episodi da un'ora per il canale Marcopolo, racconta le storie più oscure ed intriganti dei monasteri più affascinanti d'Europa. Nello stesso anno scrive le sceneggiature di quattro episodi di Un medico in famiglia 7.
A partire da novembre 2010, scrive e dirige la terza serie di Sussurri e grida (4 documentari dedicati alla storia di Ludwig II di Baviera e ai suoi favolosi castelli), prodotta da Sitcom Televisioni e trasmessa da Marcopolo. 
Poco dopo partecipa alla creazione del pilota Perfetti innamorati, talent-show sui promessi sposi condotto da Marco Liorni e Georgia Luzi, trasmesso su Raiuno il 18 gennaio 2011 e prodotto dalla Toro Produzioni di Marco Tombolini e Pasquale Romano.
In data 11 maggio 2012, la S.A.C.T. (Scrittori Associati di Cinema e Televisione) nomina Bellini quale Rappresentante SACT a Los Angeles. Nei mesi a seguire, Bellini costruisce un rapporto di amicizia e collaborazione con i dirigenti della Writers Guild of America. Il 22 luglio 2013, la maggioranza dei membri della SACT votano per la fondazione della Writers Guild Italia, di cui, da allora, Bellini è portavoce ufficiale nella città degli angeli.
Dal gennaio 2014 insegna sceneggiatura all'italiana presso l'Istituto Italiano di Cultura di Los Angeles. Nell'aprile 2014, viene chiamato dall'Istituto a far parte del Comitato di Los Angeles per le votazioni del Premio Strega.
Il 20 ottobre 2016 è deceduto all'età di 43 anni per una forma molto aggressiva di linfoma che l'aveva colpito qualche mese prima.

## Filmografia

### Sceneggiatore
- Un medico in famiglia 7 (Rai 1, 2011, 4 episodi)
- Un medico in famiglia 6 (Rai 1, 2009, 4 episodi)
- Famiglia Benincasa (Rai 1, 2009, 12 episodi)
- L'isola del gusto (Alice, 2009, 25 episodi)
- Un medico in famiglia 5 (Rai 1, 2007, 4 episodi)
- I Cesaroni (Canale 5, 2006, 1 episodio)
- Rudy. Il mito Rodolfo Valentino (History Channel, 2006)
- Sottocasa (Rai 1, 2006, 1 episodio)
- Un medico in famiglia 4 (Rai 1, 2004, 6 episodi)
- Interno 4 (Pilota, 2004)
- Un medico in famiglia 3 (Rai 1, 2001, 2 episodi)
- Back Door (Pilota, 2000)
- Attacchi di panico (Pilota,  2000)

### Assistente del capo reparto sceneggiatori
- Un medico in famiglia 3 (Rai 1, 2001, 24 episodi)

### Autore televisivo
- Sussurri e grida (Marcopolo, 2011, 4 episodi)
- Perfetti innamorati (Rai 1, 2011)
- Tra cielo e terra (Marcopolo, 2010-2011, 16 episodi)
- Favole in verde (Leonardo, 2009-2010, 17 episodi)
- Tetris (LA7, 2007-2008, 18 episodi)
- Festa italiana (Rai 1, 2005-2007, 370 episodi)
- Se rinasco… canto (Rai 2, 2005)
- Notte d’amore (Rai 2, 2005)
- In Crociera! (Marcopolo, Leonardo World, 2004, 24 episodi)
- Passaggi segreti (Marcopolo, Leonardo World, SKY 109, 2003, 12 episodi)

### Regista
- Sussurri e grida (Marcopolo, 2011, 4 episodi)
- Tra cielo e terra (Marcopolo, 2010-2011, 16 episodi)
- Favole in verde (Leonardo, 2009-2010, 17 episodi)
- Interno 4 (Pilota, 2004)
- In Crociera! (Marcopolo, Leonardo World, 2004, 24 episodi)
- Passaggi segreti (Marcopolo, Leonardo World, SKY 109, 2003, 12 episodi)

## Pubblicazioni
- “Diario di un giovane sceneggiatore”. Dino Audino Editore. SCRIPT N°34.
- “Adaptation, Il ladro di orchidee. Le narrative della mente”. Dino Audino Editore. SCRIPT N°32/33.
- “Nascita, evoluzione e amministrazione della Provincia di Grosseto (1766-1865)”. Società Storica Maremmana. Bollettino SSM Vol.70-71.